# Heinrich I. Rulb
Heinrich I. Rulb, auch Rull, war Abt des Klosters Waldsassen von 1349 bis 1357.
Heinrich I. Rulb war der vom Visitator aus Morimond eingesetzte Abt. Mit dem Vorgänger Franz Kübel unzufriedene Klosterbrüder hatten zuvor kurzerhand Nikolaus Heckel zum Abt gewählt, der Visitator machte dies rückgängig, sorgte aber auch für die Abdankung von Abt Franz. Heinrich I. stammte aus dem Kloster Sedletz, wohin er nach seiner Resignation auch zurückkehrte. Als Abt gelang es ihm, die Schuldenlast zu mildern.